# Temnorhynchus truncatus
Temnorhynchus truncatus är en skalbaggsart som beskrevs av Johann Christoph Friedrich Klug 1832. Temnorhynchus truncatus ingår i släktet Temnorhynchus och familjen Dynastidae. Inga underarter finns listade i Catalogue of Life.